# 大藍毯

大藍毯防禦戰術的示意圖：在最上方綠色的日軍戰鬥機準備對最下方藍色的美軍航空母艦進行自殺攻擊之前，圍繞在母艦的驅逐艦會先用雷達偵測到日軍戰鬥機的位置，之後指示給在空中巡邏的美軍戰鬥機將對方給攔截打落下來。

大藍毯（英語：Big blue blanket）是由美國海軍軍官約翰·薩奇在第二次世界大戰期間構想的防禦戰術，目的是防止在太平洋戰場上的美軍航空母艦遭受日軍特別攻擊隊的自殺攻擊。

## 由來
在1942年的中途島海戰發生之後，日軍在太平洋戰場的地位開始處於劣勢。到了1943年後，美軍開始進行跳島戰術，逐漸逼近日本本土。日軍在局勢與資源供給受到影響的情況下，開始在1944年期間採用名為「特別攻擊隊」的以飛行員駕駛載滿炸彈的戰機、直接撞向美軍航空母艦的自殺攻擊。
為了避免損失母艦，美國軍官約翰·薩奇構想了名為「大藍毯」的戰術。內容是要求在母艦上空，必須隨時有多組的地獄貓與海盜等戰鬥機守衛，接著要求在母艦遠方有更大規模的空中巡邏機，然後在艦隊周圍大約50英里的距離部署驅逐艦和護航驅逐艦進行對上空的雷達偵測，提早對特別攻擊隊進行攔截將對方擊墜。

## 實行
大藍毯戰術在美軍反攻日軍的菲律賓戰役期間實行，並獲得效果上的可行性。往後1945年期間美軍於硫磺島及沖繩島上進行的戰役，雖被日軍的自殺攻擊造成多名人員傷亡和損失較小的船隻，但未失去掉任何一艘航母。